# Scarlet Witch
Wanda Maximoff även kallad The Scarlet Witch är en fiktiv figur med ursprung i de amerikanska serietidningarna utgivna av Marvel Comics. Figuren är skapad av författaren Stan Lee och serietecknaren Jack Kirby. Hon medverkade för första gången i The X-Men #4 (Mars 1964) i vad som kallas the Silver Age of Comic Books.
The Scarlet Witch är tvillingsyster till Quicksilver.
The Scarlet Witch medverkar i Marvel Cinematic Universe MCU där hon spelas av Elizabeth Olsen. The Scarlet Witch och Quicksilvers första medverkande i MCU var i långfilmen Avengers: Age of Ultron.
I Marvel Limited Series HOUSE OF M (2005) #7 från 13 oktober 2005 utplånade The Scarlet Witch en gång alla mutanter med att endast yttra tre ord: "Inga fler mutanter".